# ليل بيبي
دومينيك أرماني جونز (ولد في 3 ديسمبر 1994)، والمعروف باسم ليل بيّبي (بالإنجليزية: Lil Baby)، هو مغني راب وكاتب أغانٍ أمريكي من أتلانتا، جورجيا. صعد إلى الشهرة في عام 2017 وهو أحد أبرز الشخصيات في موسيقى التراب. حصل على اهتمام مبدئي في عام 2017 عندما أصدر ألبومه بيرفيكت تايمينغ.
حصل ألبومه الأول هاردر ذان إيفر (2018) على شهادة بلاتنيوم (باع أكثر من 1 مليون) من رابطة صناعة التسجيلات الأمريكية وتضمنت أغنية «يس إنديد» مع دريك التي بلغت المرتبة السادسة في ترتيب بيلبورد هوت 100. ذهب لإطلاق ألبومات قصيرة في عام 2018، دريب هاردر و ستريت غوسيب، الأول يحتوي على أغنيته الأكثر شعبية «دريب توهارد» والتي بلغت المرتبة الرابعة في ترتيب بيلبورد هوت 100، والآخر وصل إلى المرتبة الثانية في ترتيب بيلبورد هوت ألبومز 200 الولايات المتحدة. الألبوم الثاني لليل بيّبي ماي ترن (2020) حصل على المرتبة الأولى في ترتيب الألبومات. في يونيو 2020، أصدر أغنية «ذا بيغير بيكتشر»، التي حصدت الترتيب 3 على بيلبورد هوت 100 من أول أسبوع لها، لتصبح أعلى أغنية له في ترتيب بيلبورد هوت 100.

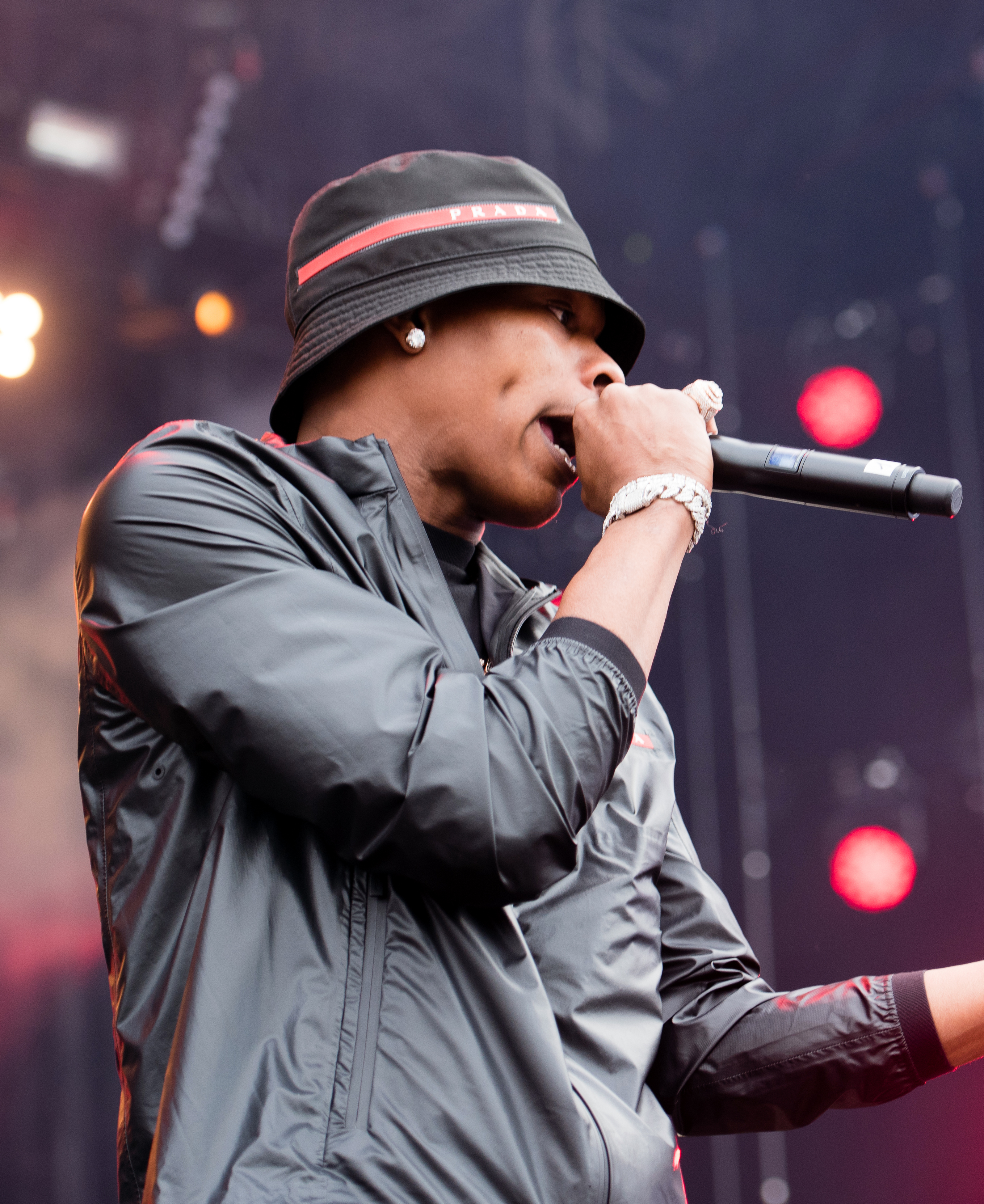
ليل بيّبي يؤدي في مهرجان أوبنير فراونفيلد في سويسرا، يوليو 2019.

## الحياة الشخصية

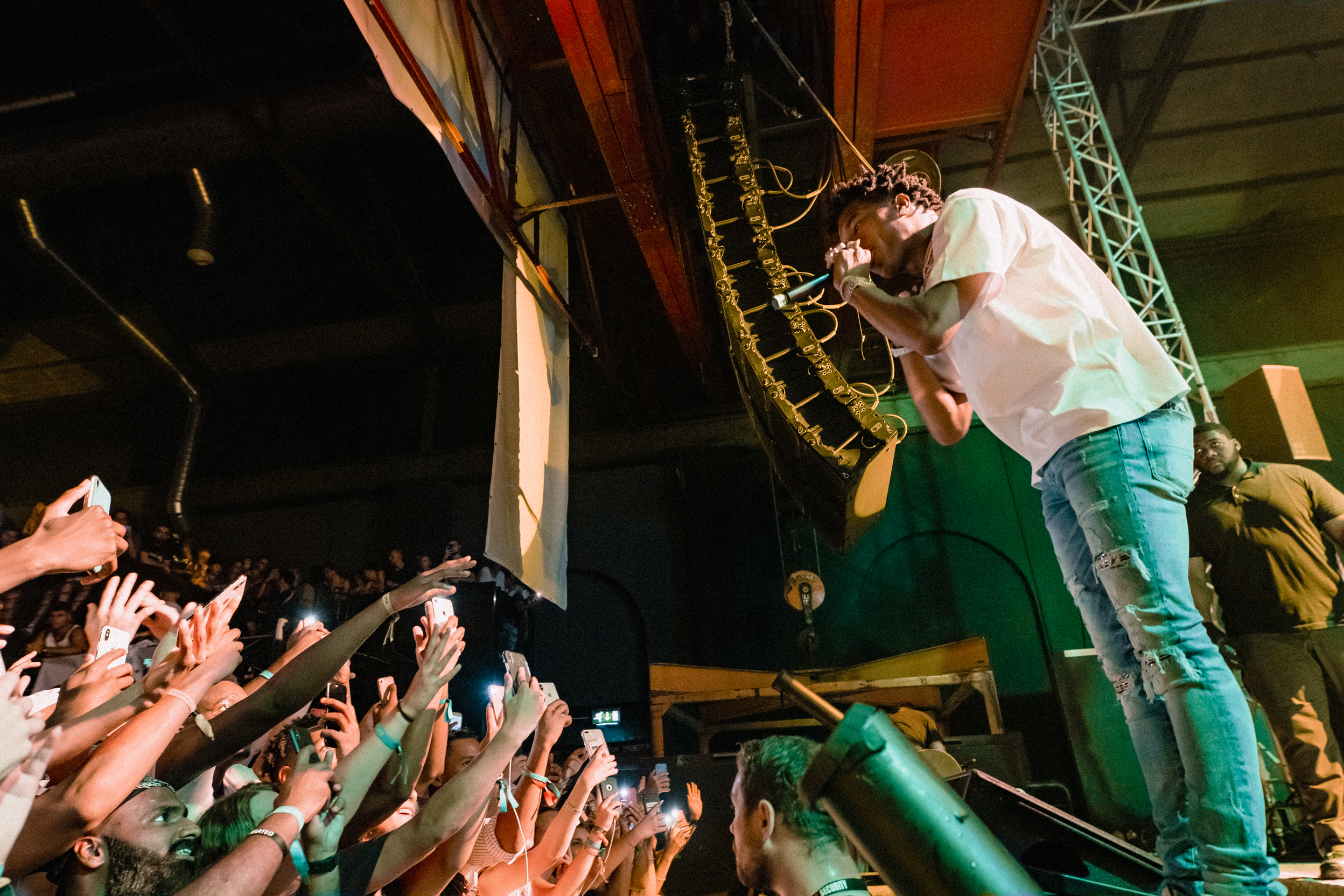
ليل بيبي في مهرجان HYPE في أوبرهاوزن (أغسطس 2019)

في وقت ما من عام 2016، ليل بيّبي ارتبط بصديقته، جايدا تشيفز، وفي 18 فبراير 2019 أصبح لديهم طفل.

### إطلاق نار في برمنغهام
خلال حفل ليل بيّبي في برمنغهام، في 8 مارس 2020، اندلعت نيران الأسلحة من جانب المسرح، حيث كان هناك ليل بيّبي وكثير من الجمهور يركضون من أجل الأمان. ظهر مقطع فيديو على تويتر أظهر الحادثة، حيث دخل رجلين المسرح وبدا أنهما يبحثان عن مخرج. وبعد دخولهم مباشرة سمعت أصوات طلقات نارية. بحسب ما ورد، نقل أحدهم إلى المستشفى بعد إطلاق النار وبحسب أحد ضباط الشرطة، فإن إصابات الضحية تهدد الحياة. لم يتم القبض على أي مشتبه فيه.

## ديسكغرافيا
- هاردر ذان ايفير (2018)
- ماي ترن (2020)
- إتز أونلي مي (2022)

## روابط خارجية
- ليل بيبي على موقع IMDb (الإنجليزية)
- ليل بيبي على موقع ميوزك برينز (الإنجليزية)
- ليل بيبي على موقع أول ميوزيك (الإنجليزية)
- ليل بيبي على موقع ديسكوغز (الإنجليزية)
- ليل بيبي على موقع قاعدة بيانات الفيلم (الإنجليزية)